# Marcel Berbert
Marcel Berbert est un directeur de production, producteur et acteur français, né le 25 décembre 1922 dans le 9e arrondissement de Paris et mort le 2 mai 2005 à Neuilly-sur-Seine.

## Biographie
Après avoir travaillé pour la société Cocinor, Marcel Berbert est, pendant plus de vingt-cinq ans, le producteur des Films du Carrosse, la société de production de François Truffaut. Il l'assiste dès le tournage de Les Mistons, joue dans des rôles secondaires dans onze de ses longs-métrages et continuera à gérer les droits des films après la mort du cinéaste.

## Filmographie

### Acteur
- 1964 : Mata Hari, agent H 21 de Jean-Louis Richard : un civil
- 1968 : Baisers volés de François Truffaut
- 1969 : La Sirène du Mississipi de François Truffaut : Jardine
- 1970 : Domicile conjugal de François Truffaut : l'employé de M. Max
- 1971 : Les Deux Anglaises et le Continent de François Truffaut : le vendeur d'art
- 1972 : Une belle fille comme moi de François Truffaut : le libraire
- 1973 : La Nuit américaine de François Truffaut : l'agent d'assurance
- 1974 : Les Gaspards de Pierre Tchernia : un spectateur à l'opéra
- 1976 : L'Argent de poche de François Truffaut : le proviseur
- 1977 : L'Homme qui aimait les femmes de François Truffaut : le chirurgien, mari de Delphine
- 1978 : La Chambre verte de François Truffaut : Dr Jardine
- 1980 : Le Dernier Métro de François Truffaut : Merlin l'administrateur
- 1986 : Jean de Florette de Claude Berri : le notaire
- 1992 : L'Accompagnatrice de Claude Miller

### Producteur
- 1954 : Votre dévoué Blake
- 1956 : Des gens sans importance
- 1962 : Jules et Jim
- 1968 : La mariée était en noir
- 1968 : Baisers volés
- 1969 : La Sirène du Mississipi
- 1970 : Domicile conjugal
- 1973 : La Société du spectacle
- 1973 : La Nuit américaine
- 1977 : L'Homme qui aimait les femmes
- 1978 : La Zizanie

### Directeur de production
- 1960 : Tire-au-flanc 62
- 1964 : La Peau douce
- 1970 : L'Enfant sauvage
- 1971 : Les Deux Anglaises et le Continent
- 1972 : Une belle fille comme moi
- 1974 : Les Gaspards
- 1975 : L'Histoire d'Adèle H.
- 1976 : L'Argent de poche
- 1977 : L'Homme qui aimait les femmes
- 1979 : L'Amour en fuite
- 1978 : La Chambre verte
- 1980 : Le Dernier Métro